# متلازمة ميريزي
متلازمة ميريزي هي متلازمةٌ نادرةٌ يحدثُ فيها انغراسٌ للحصوة في القناة المرارية أو عنق المرارة مما يسبب ضغط من القناة الصفراوية المشتركة أو القناة الكبدية المشتركة، مما أدى إلى انسدادها وحدوث يرقان. يمكن أن يكون سبب اليرقان الانسدادي عن طريق ضغط خارجي مباشر من الحصوات أو من التليف الناجم عن التهاب المرارة المزمن. كما يمكن أن يحدث ناسور.

## انتشار المرض
تحدث متلازمة ميريزي في ما يقرب من 0.1% من المرضى الذين يعانون من حصى المرارة. وتوجد في 0.7-2.5 في المئة من حالات استئصال المرارة.
يصيب الذكور والإناث على حد سواء، ولكن يميل إلى التأثير على كبار السن في كثير من الأحيان. لا يوجد أي دليل على وجود أي تأثير للعرق على انتشار المرض.

## الفيزيولوجية المرضية
يمكن أن تصبح حصى المرارة المتعددة والكبيرة مؤثرة على المرارة، مما يؤدي إلى التهاب مزمن - الأمر الذي يؤدي إلى ضغط من القناة الصفراوية المشتركة، النخر، والتليف، وتكون الناسور في القناة الكبدية المجاورة أو القناة الصفراوية المشتركة. ونتيجة لذلك، تصبح القناتين معرقلتين من قبل أي ندبة أو حصوة، مما يؤدي إلى اليرقان الانسدادي. ويمكن تقسيمها إلى أربعة أنواع.

### النوع (الأول) الناسور المرافق
النوع الأول أ - وجود القناة المرارية
النوع الأول ب - طمس القناة المرارية

### الأنواع (الثاني: الرابع) الناسور الحاضر
- النوع الثاني - عيب أصغر من 33% من قطر القناة الكبدية المشتركة
- النوع الثالث - عيب 33-66% من قطره القناة الكبدية المشتركة
- النوع الرابع - عيب أكبر من 66% من قطر القناة الكبدية المشتركة

## الأعراض المميزة
متلازمة ميريزي ليس لها ملامح سريرية متناسقة أو فريدة من نوعها التي تميزها عن غيرها من أشكال أكثر شيوعا من اليرقان الانسدادي. أعراض التهاب الأقنية الصفراوية المتكرر، واليرقان، والحق الألم الربع العلوي، والبيليروبين المرتفعة وفوسفاتاز قلوي قد أو قد لا تكون موجودة. وتشمل الأعراض الحادة من متلازمة أعراض تتفق مع التهاب المرارة.

## التشخيص
التصوير بالموجات فوق الصوتية، أو التنظير الباطني بالطريق الراجع بالرنين المغناطيسي أو الأشعة المقطعية عادة ما تمكن الطبيب من وضع التشخيص. ويمكن استخدام التنظير الباطني بالطريق الراجع بالرنين المغناطيسي لتحديد الآفة تشريحيا قبل الجراحة. أحيانا يتم تشخيص متلازمة ميريزي أو أكد على تصوير البنكرياس بالتنظير الباطني بالطريق الراجع عندما يطلب منها تخفيف اليرقان الانسدادي أو الأقنية الصفراوية وذلك عن طريق وضع الدعامات بالتنظير.

## العلاج
استئصال مرارة بسيط هو العلاج المناسب لمرضى النوع (الأول). للأنواع (الثاني:الرابع)، استئصال المرارة المجموع الفرعي يمكن القيام بها لتجنب الأضرار التي لحقت بالقناة الصفراوية الرئيسية. قد تكون هناك حاجة لإستئصال المرارة. وقد أظهرت مفاغرة القناة الكبدية بالصائم نتائج جيدة في بعض الدراسات.